# Sykiá (Amphípolis)
Sykiá, en grec moderne : Συκιά, est un village du dème d'Amphipolis, district régional de Serrès, en Macédoine-Centrale, Grèce.
Selon le recensement de 2011, la population du village s'élève à 30 habitants.